# Delospilopterus scoliopeus
Delospilopterus scoliopeus är en insektsart som beskrevs av Stiller 2001. Delospilopterus scoliopeus ingår i släktet Delospilopterus och familjen dvärgstritar. Inga underarter finns listade i Catalogue of Life.